# Dorfgrund (Lößnitzgrund)
Der Dorfgrund ist ein linkes Nebental des Lößnitzgrunds. Das enge Kerbtal liegt im Stadtteil Wahnsdorf der sächsischen Stadt Radebeul. Es führt von der Ortschaft Wahnsdorf, auf der zur Lausitzer Platte gehörenden Hochfläche gelegen, in westlicher Richtung, direkt nördlich am Todhübel vorbei, hinunter auf den Lößnitzgrund und überwindet dabei vom Straßenbeginn (bei 231 m ü. NHN) bis zur Einmündung in die Lößnitzgrundstraße (149 m ü. NHN) etwa 80 Höhenmeter; vom Altwahnsdorfer Teich bis zum Lößnitzbach sind es über 90 Höhenmeter. Der Talname ist schon im frühen 19. Jahrhundert belegt.

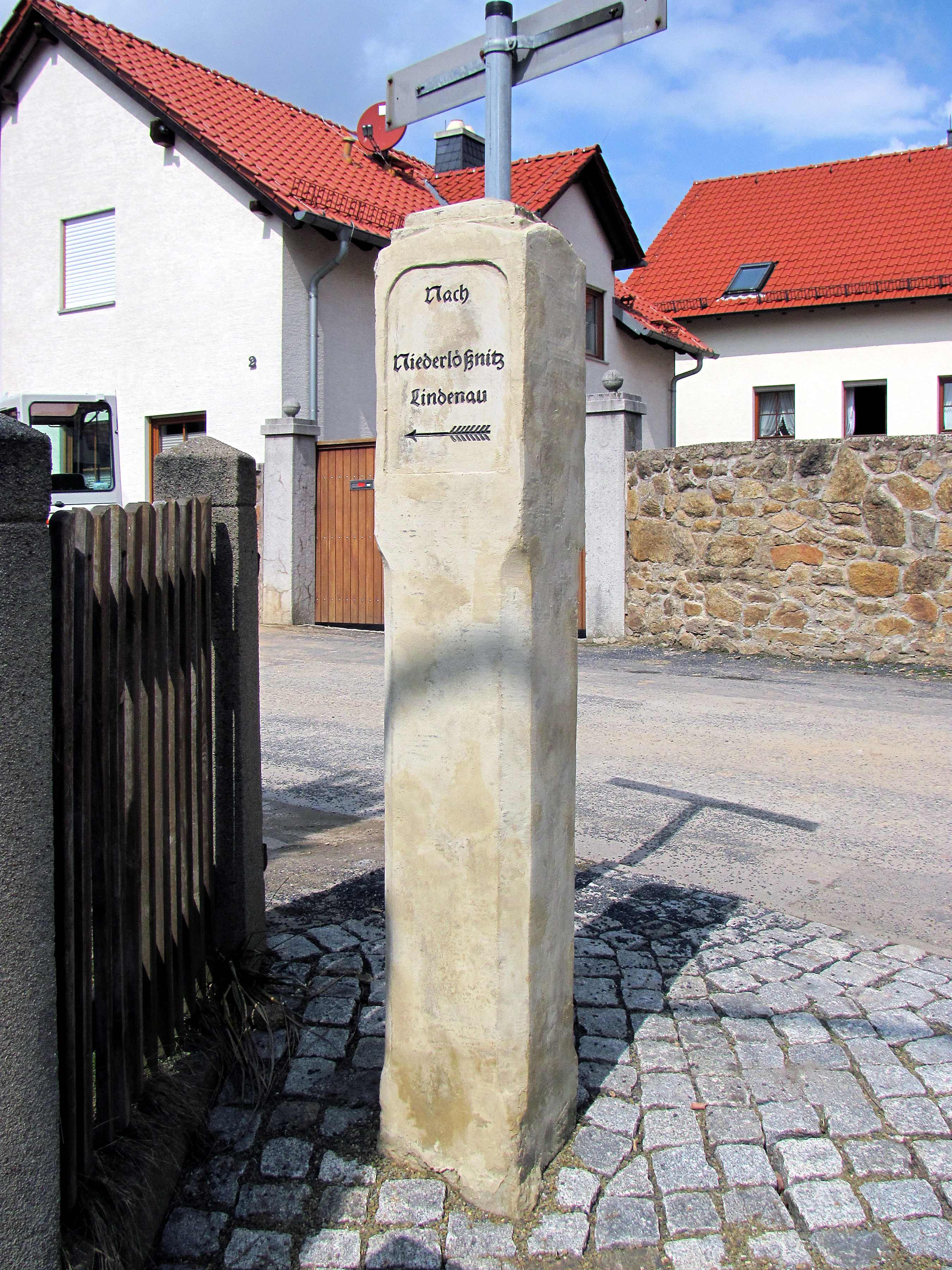
Wegweisersäule am Westrand von Altwahnsdorf. Nach vorn geht es in den Dorfgrund, nach hinten verläuft der Langenwiesenweg.

Der Dorfgrund mit seinen bewaldeten Hängen gehört zum 115 Hektar großen Fauna-Flora-Habitat-Gebiet Lößnitzgrund und Lößnitzhänge (Natura-2000-Gebiet, EU-Meldenr.: DE4847304, Landesinterne Nr.: 159), zur Teilfläche 2 („Lößnitzgrund–Ost“). Diese Teilfläche 2 liegt „nahezu vollständig“ im Landschaftsschutzgebiet Lößnitz.
Im Tal verläuft der gleichnamige, 1893 amtlicherseits auch so benannte historische Verbindungsweg zwischen Wahnsdorf und der am Lößnitzbach gelegenen Grundmühle, einer Wassermühle. Die einspurige Straße mit wenigen Ausweich-/Haltebuchten ist bergabwärts zur Einbahnstraße erklärt. Der Dorfgrund ist die einzige Straßenverbindung, die auf Radebeuler Gebiet liegt, zwischen Wahnsdorf auf der Hochebene und dem restlichen Radebeul im Elbtal. Die eigentlichen Zufahrtsstraßen nach Wahnsdorf führen über Moritzburger Gebiet.
Im Grund fließt der Wahnsdorfer Bach, der dem Lößnitzbach zufließt und einen seiner linken Zuflüsse darstellt.
Auf der Nordseite des Dorfgrunds liegen einige aufgelassene Steinbrüche.

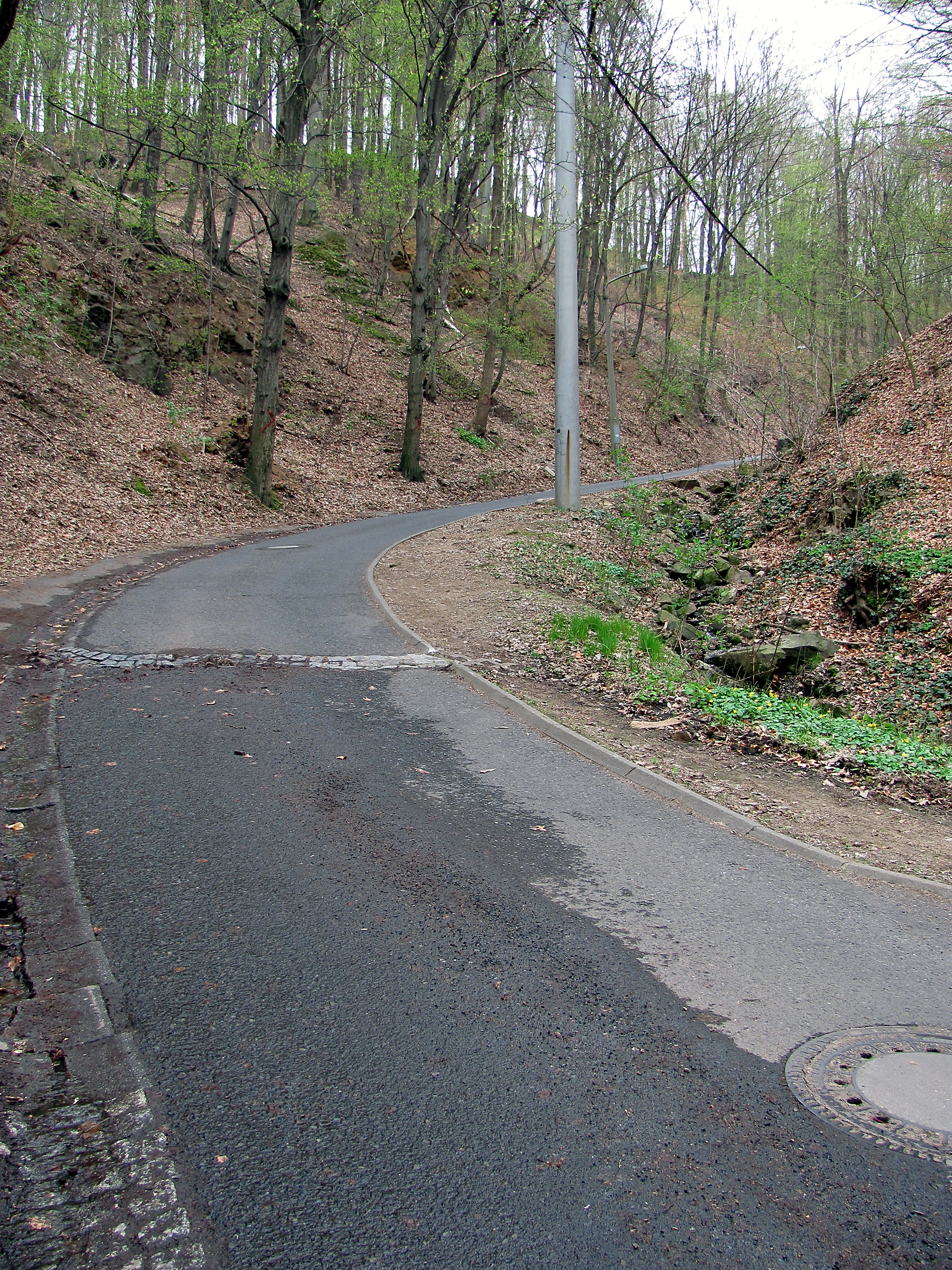
Dorfgrund bergauf, rechts der Wahnsdorfer Bach
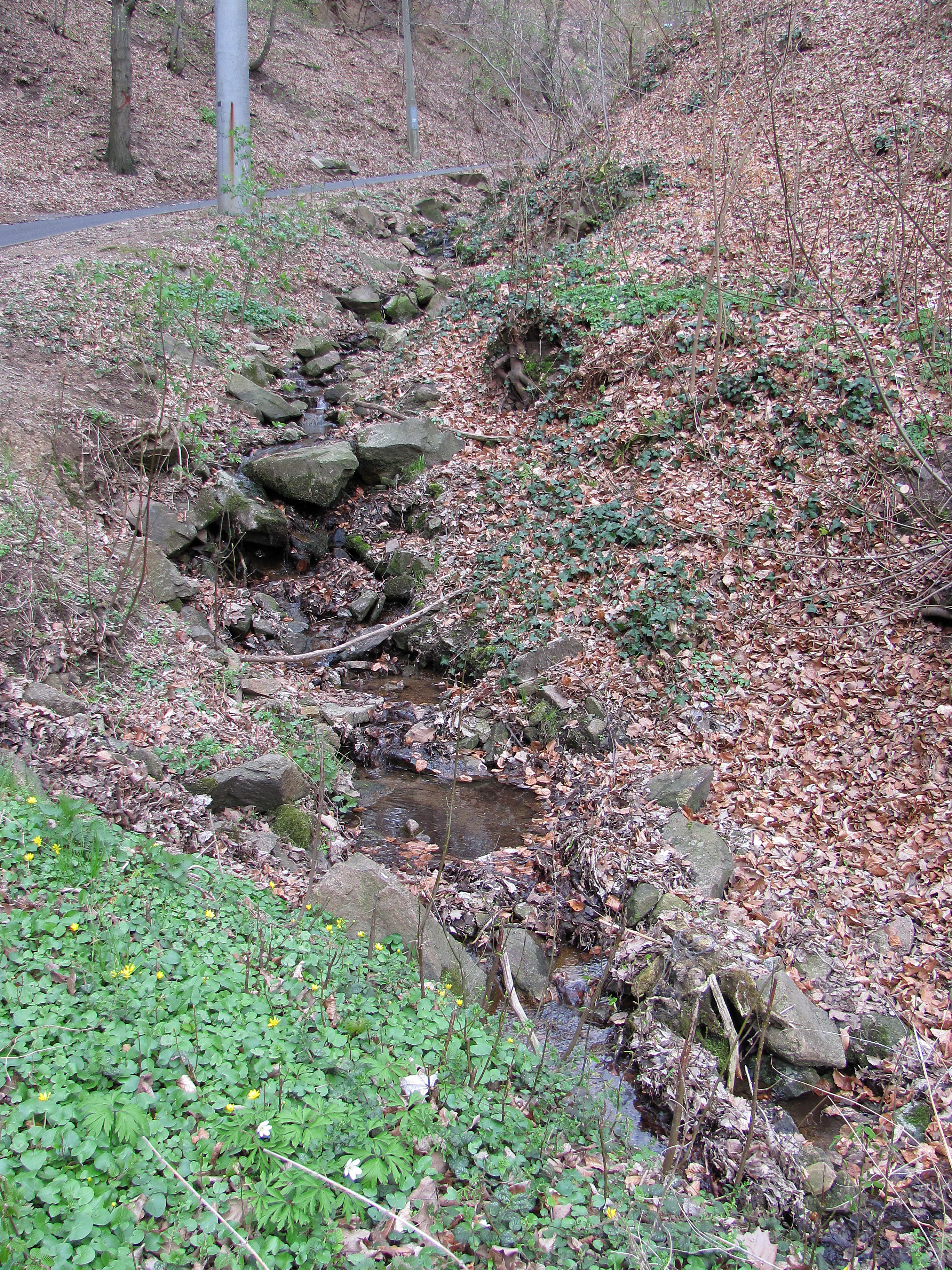
Wahnsdorfer Bach, im Dorfgrund
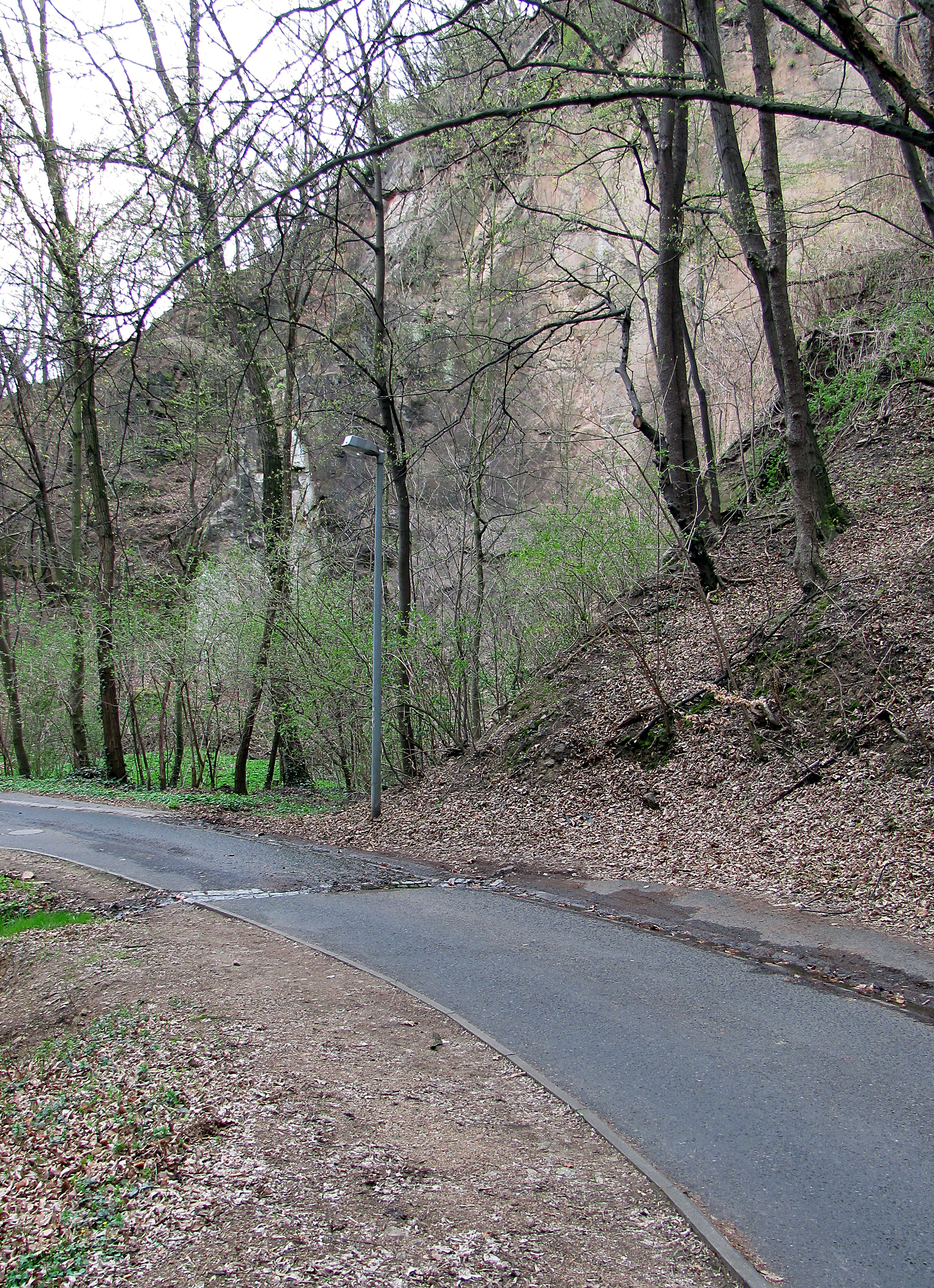
Dorfgrund bergab, rechts ein aufgelassener Steinbruch
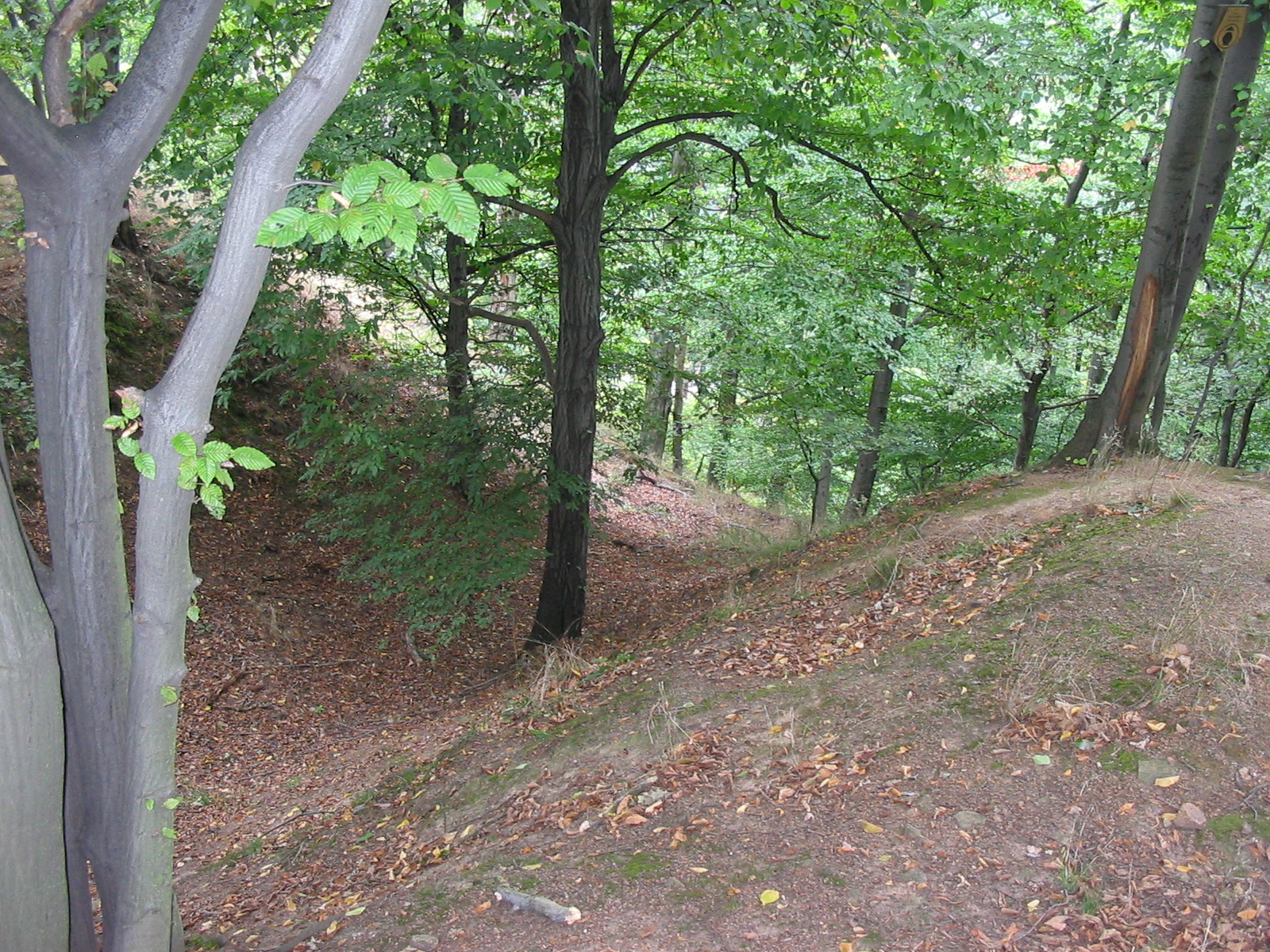
Blick vom Todhübel in den Halsgraben, dahinter fällt es in den Dorfgrund ab
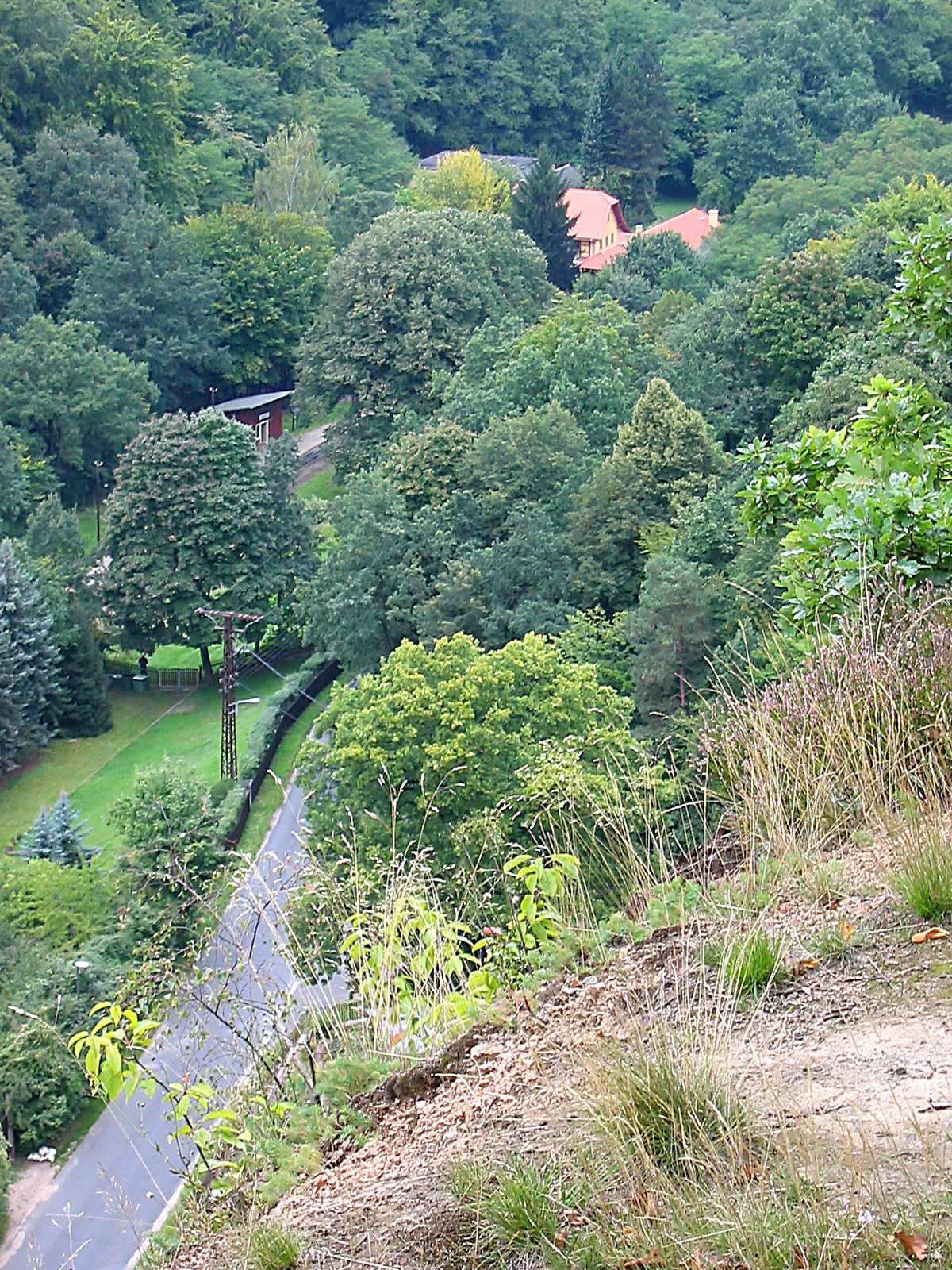
Blick vom Todhübel auf den Bahnhof Lößnitzgrund und die Meierei zeigt die Höhenmeter, die der Dorfgrund überwindet